# Rivières (Gard)
Pour les articles homonymes, voir Rivières.
Rivières (Rivières-de-Theyrargues) est une commune française située dans le nord du département du Gard, en région Occitanie.
Exposée à un climat méditerranéen, elle est drainée par la Cèze, l'Auzon, le ruisseau du Peyrol et par divers autres petits cours d'eau. La commune possède un patrimoine naturel remarquable : deux sites Natura 2000 (« la Cèze et ses gorges » et les « garrigues de Lussan »), un espace protégé (le « secteur nord du massif du Bouquet ») et trois zones naturelles d'intérêt écologique, faunistique et floristique.
Rivières est une commune rurale qui compte 424 habitants en 2022, après avoir connu une forte hausse de la population depuis 1975. Elle fait partie de l'aire d'attraction d'Alès. Ses habitants sont appelés les Rivièrois ou  Rivièroises.
Le patrimoine architectural de la commune comprend deux  immeubles protégés au titre des monuments historiques : le château de Theyrargues, inscrit en 1974, et l'hôpital, inscrit  en 2009.

## Géographie
Rivières (appelé localement "Rivières de Theyrargues") est une petite commune du canton de Rousson qui se situe au nord du Gard, près de l'Ardèche, au nord-est de la sous-préfecture Alès.
Elle se situe sur le piémont des Cévennes.
| Saint-Denis         |          | Rochegude        |
|                     | Rivières | Méjannes-le-Clap |
| Allègre-les-Fumades |          | Fons-sur-Lussan  |

### Climat
Pour des articles plus généraux, voir Climat de l'Occitanie et Climat du Gard.
En 2010, le climat de la commune est de type climat méditerranéen franc, selon une étude s'appuyant sur une série de données couvrant la période 1971-2000. En 2020, Météo-France publie une typologie des climats de la France métropolitaine dans laquelle la commune est dans une zone de transition entre le climat de montagne et le climat méditerranéen et est dans la région climatique Provence, Languedoc-Roussillon, caractérisée par une pluviométrie faible en été, un très bon ensoleillement (2 600 h/an), un été chaud (21,5 °C), un air très sec en été, sec en toutes saisons, des vents forts (fréquence de 40 à 50 % de vents > 5 m/s) et peu de brouillards.
Pour la période 1971-2000, la température annuelle moyenne est de 13,1 °C, avec une amplitude thermique annuelle de 17,7 °C. Le cumul annuel moyen de précipitations est de 977 mm, avec 6,9 jours de précipitations en janvier et 3,5 jours en juillet. Pour la période 1991-2020, la température moyenne annuelle observée sur la station météorologique la plus proche, située sur la commune de Méjannes-le-Clap à 6 km à vol d'oiseau, est de 13,6 °C et le cumul annuel moyen de précipitations est de 1 000,8 mm,. Pour l'avenir, les paramètres climatiques de la commune estimés pour 2050 selon différents scénarios d’émission de gaz à effet de serre sont consultables sur un site dédié publié par Météo-France en novembre 2022.

### Milieux naturels et biodiversité

#### Espaces protégés
La protection réglementaire est le mode d’intervention le plus fort pour préserver des espaces naturels remarquables et leur biodiversité associée,.
Un  espace protégé est présent sur la commune : 
le « secteur nord du massif du Bouquet », objet d'un arrêté de protection de biotope, d'une superficie de 147,6 ha.

#### Réseau Natura 2000

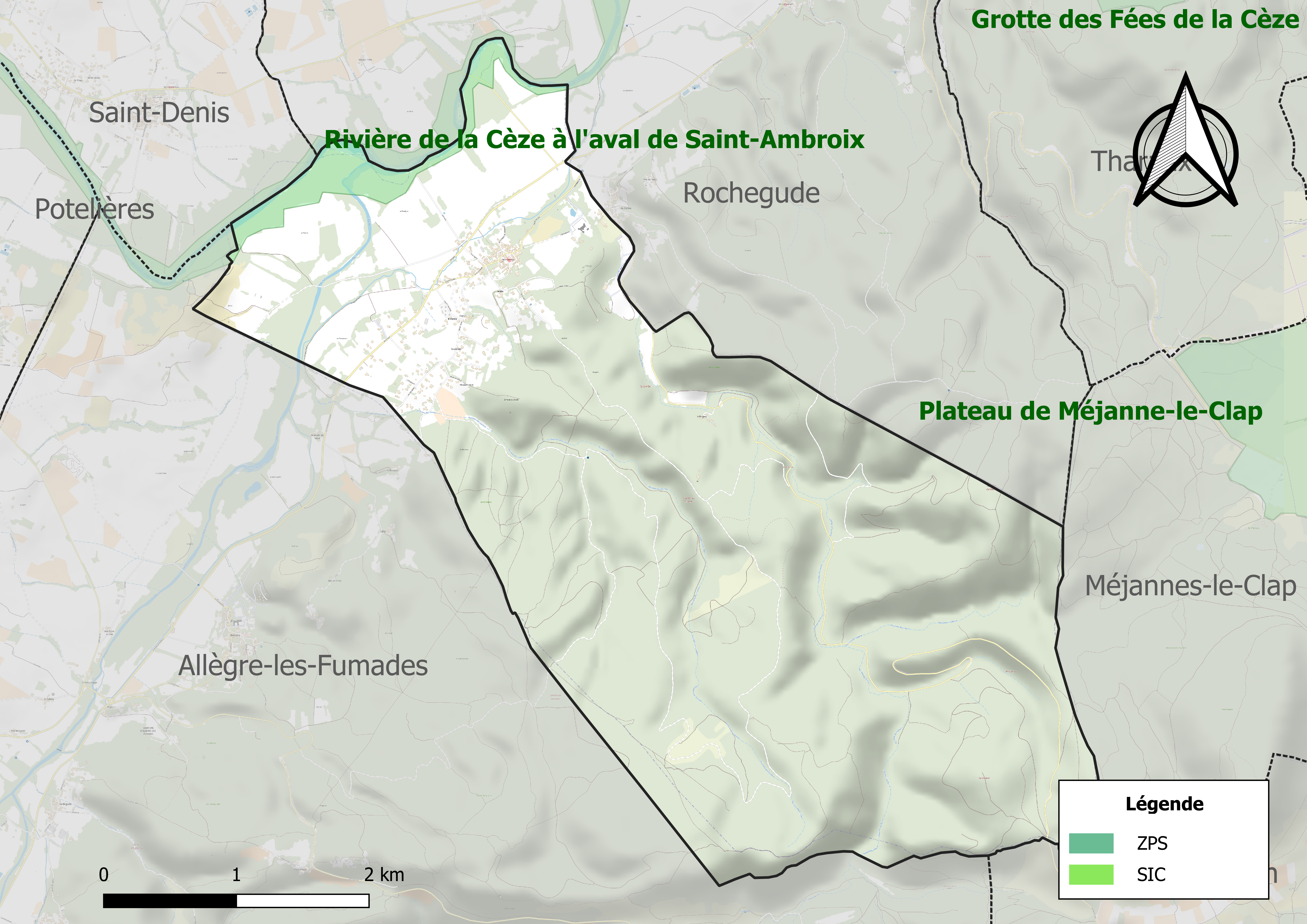
Site Natura 2000 sur le territoire communal.

Le réseau Natura 2000 est un réseau écologique européen de sites naturels d'intérêt écologique élaboré à partir des directives habitats et oiseaux, constitué de zones spéciales de conservation (ZSC) et de zones de protection spéciale (ZPS).
Un site Natura 2000 a été défini sur la commune au titre de la directive habitats :
- « la Cèze et ses gorges », d'une superficie de 3 550 ha, un territoire dont les principaux habitats naturels sont des formations méditerranéennes (Asplenion, Quercion ilicis) dans les gorges, avec notamment des descentes remarquables d'espèces montagnardes[12]

et un au titre de la directive oiseaux : 
- les « garrigues de Lussan », d'une superficie de 29 150 ha. Ce site abritait en 1999 un site de nidfication d'un couple de vautour percnoptère. Ce site constitue  un lien essentiel dans la petite population méditerranéenne résiduelle du Sud-Est de la France (comprenant une vingtaine de couples seulement), situé entre les noyaux d'Ardèche et Drôme-Isère, au nord, des gorges du Gardon, au sud, du Lubéron et des Alpilles, à l'est, du haut montpelliérais et des Gorges Tarn-Jonte[13].

#### Zones naturelles d'intérêt écologique, faunistique et floristique
L’inventaire des zones naturelles d'intérêt écologique, faunistique et floristique (ZNIEFF) a pour objectif de réaliser une couverture des zones les plus intéressantes sur le plan écologique, essentiellement dans la perspective d’améliorer la connaissance du patrimoine naturel national et de fournir aux différents décideurs un outil d’aide à la prise en compte de l’environnement dans l’aménagement du territoire.
Une ZNIEFF de type 1 est recensée sur la commune :
la « rivière de la Cèze à l'aval de Saint-Ambroix » (228 ha), couvrant 9 communes du département et deux ZNIEFF de type 2, : 
- le « cours moyen de la Cèze » (648 ha), couvrant 16 communes du département[16] ;
- le « plateau de Lussan et Massifs Boisés » (37 159 ha), couvrant 40 communes du département[17].

Carte des ZNIEFF de type 1 et 2 à Rivières.
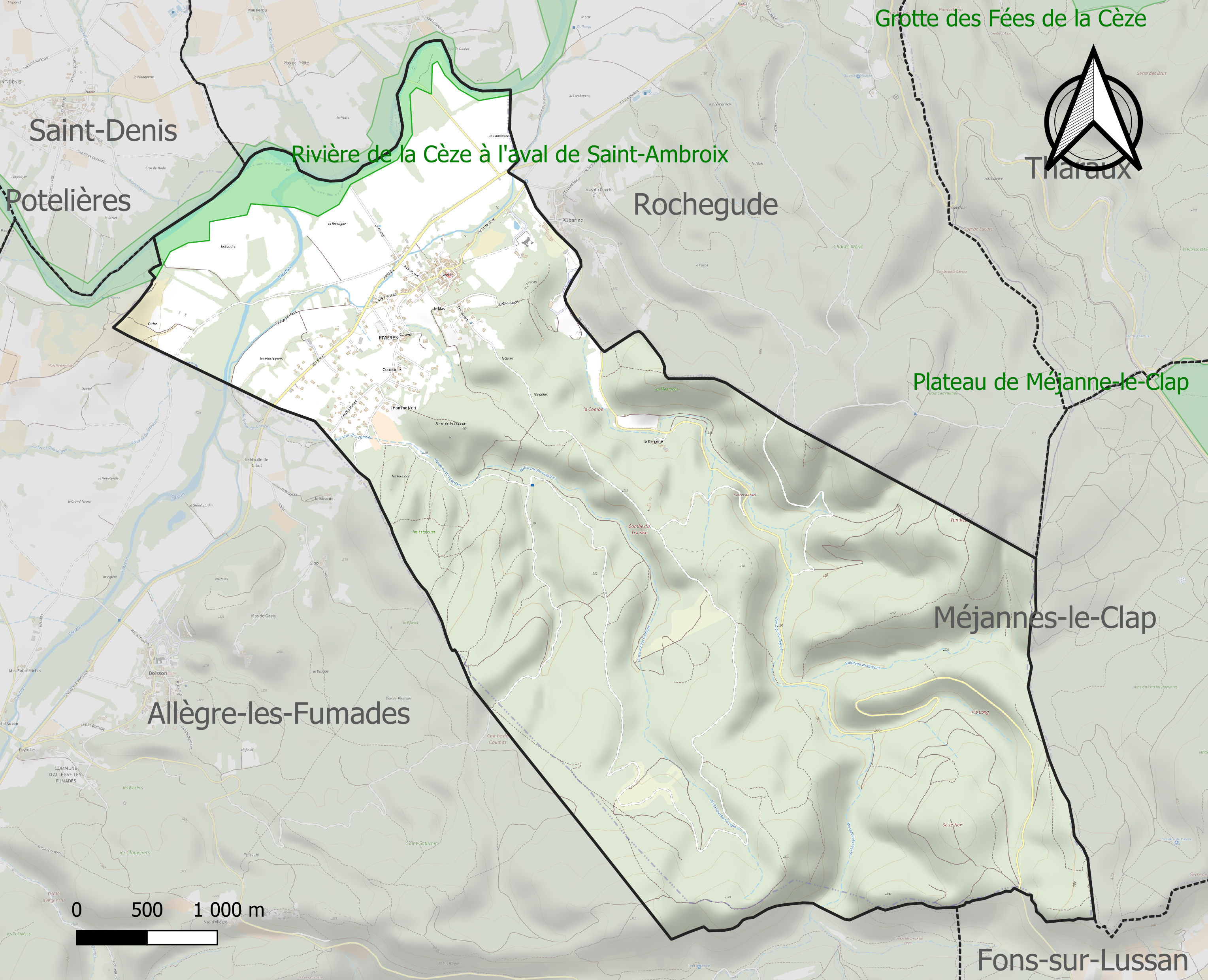
Carte de la ZNIEFF de type 1 sur la commune.
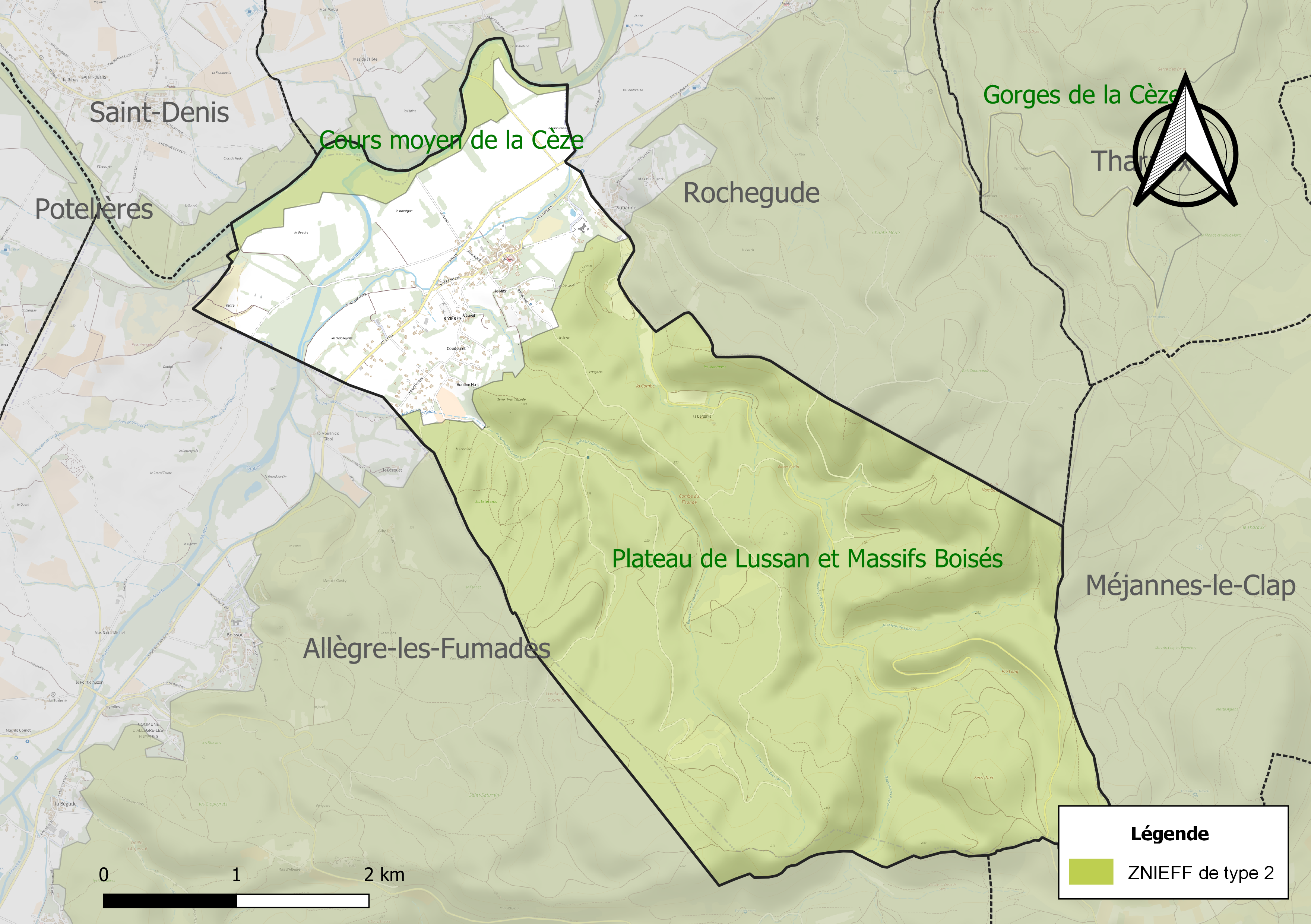
Carte des ZNIEFF de type 2 sur la commune.

## Urbanisme

### Typologie
Au 1er janvier 2024, Rivières est catégorisée commune rurale à habitat dispersé, selon la nouvelle grille communale de densité à sept niveaux définie par l'Insee en 2022.
Elle est située hors unité urbaine. Par ailleurs la commune fait partie de l'aire d'attraction d'Alès, dont elle est une commune de la couronne,. Cette aire, qui regroupe 64 communes, est catégorisée dans les aires de 50 000 à moins de 200 000 habitants,.

### Occupation des sols
L'occupation des sols de la commune, telle qu'elle ressort de la base de données européenne d’occupation biophysique des sols Corine Land Cover (CLC), est marquée par l'importance des forêts et milieux semi-naturels (78,6 % en 2018), en diminution par rapport à 1990 (80,9 %). La répartition détaillée en 2018 est la suivante : 
forêts (78 %), zones agricoles hétérogènes (13,2 %), terres arables (5,3 %), zones urbanisées (2,8 %), milieux à végétation arbustive et/ou herbacée (0,6 %). L'évolution de l’occupation des sols de la commune et de ses infrastructures peut être observée sur les différentes représentations cartographiques du territoire : la carte de Cassini (XVIIIe siècle), la carte d'état-major (1820-1866) et les cartes ou photos aériennes de l'IGN pour la période actuelle (1950 à aujourd'hui).

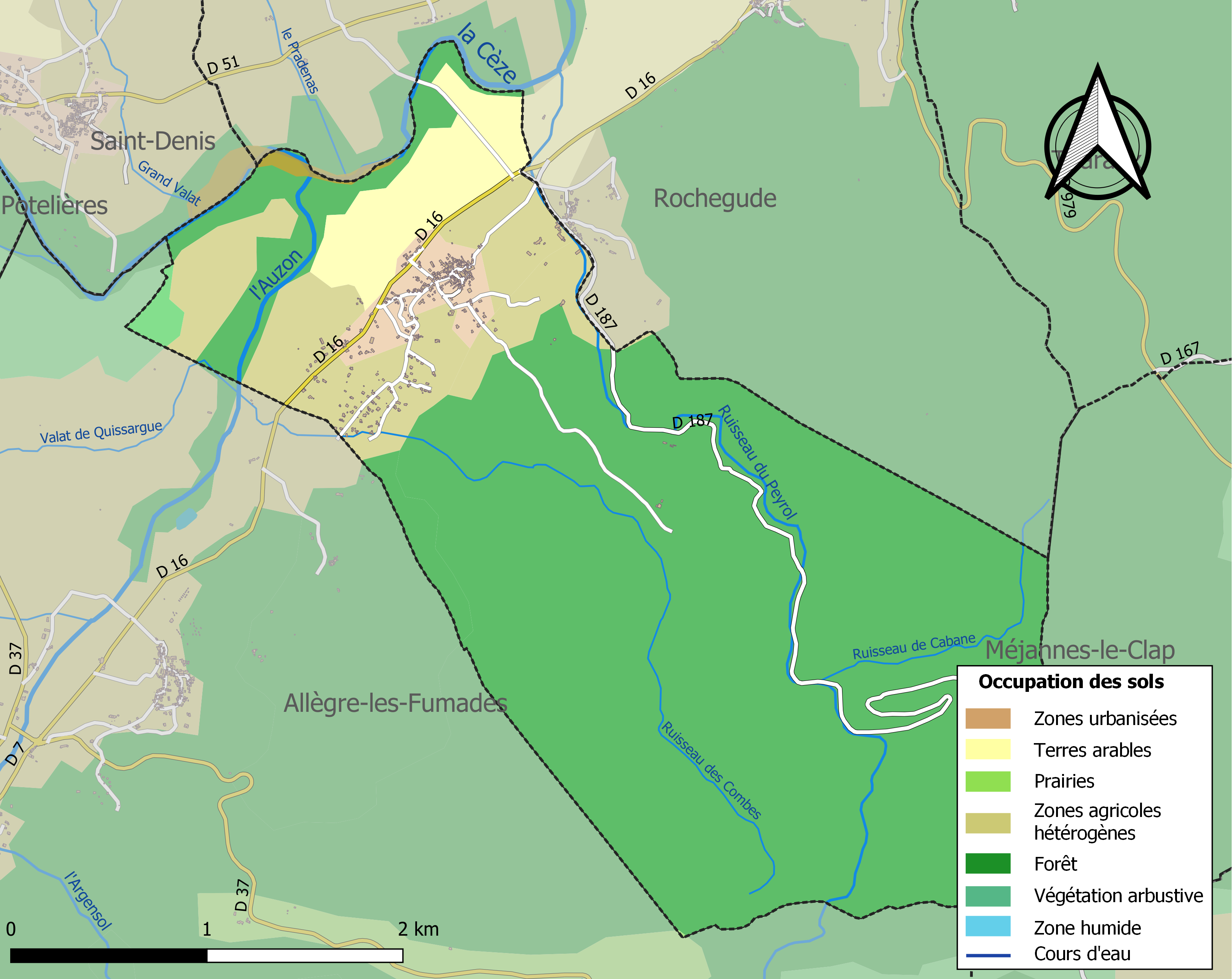
Carte des infrastructures et de l'occupation des sols de la commune en 2018 (CLC).

### Risques majeurs
Le territoire de la commune de Rivières est vulnérable à différents aléas naturels : météorologiques (tempête, orage, neige, grand froid, canicule ou sécheresse), inondations, feux de forêts et séisme (sismicité modérée). Il est également exposé à deux risques technologiques, le transport de matières dangereuses et la rupture d'un barrage. Un site publié par le BRGM permet d'évaluer simplement et rapidement les risques d'un bien localisé soit par son adresse soit par le numéro de sa parcelle.

#### Risques naturels
Certaines parties du territoire communal sont susceptibles d’être affectées par le risque d’inondation par débordement de cours d'eau et par une crue torrentielle ou à montée rapide de cours d'eau, notamment la Cèze et l'Auzon. La commune a été reconnue en état de catastrophe naturelle au titre des dommages causés par les inondations et coulées de boue survenues en 1982, 1987, 1993, 1994, 1995, 1997, 1998, 2002 et 2014,.

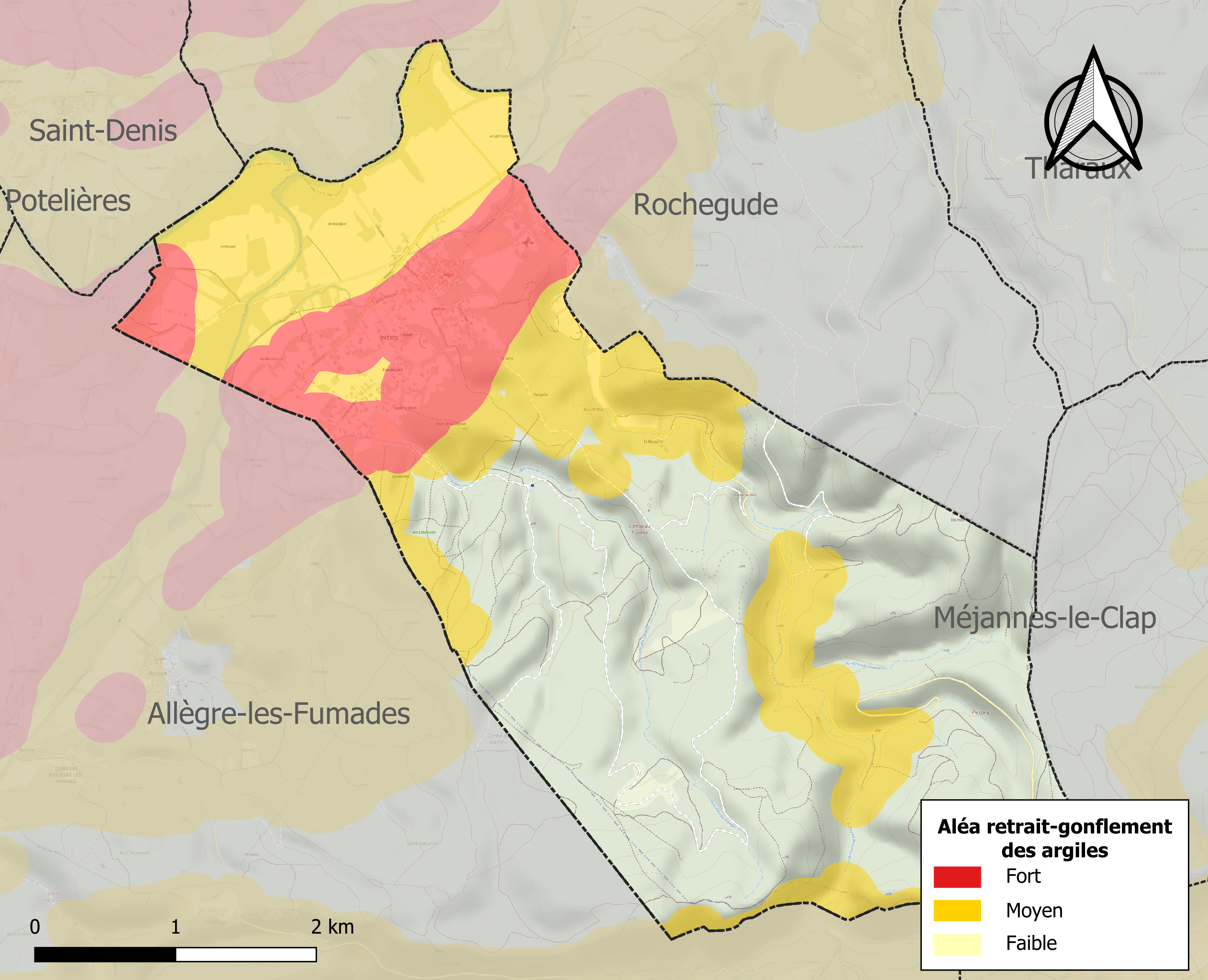
Carte des zones d'aléa retrait-gonflement des sols argileux de Rivières.

Le retrait-gonflement des sols argileux est susceptible d'engendrer des dommages importants aux bâtiments en cas d’alternance de périodes de sécheresse et de pluie. 47,3 % de la superficie communale est en aléa moyen ou fort (67,5 % au niveau départemental et 48,5 % au niveau national). Sur les 214 bâtiments dénombrés sur la commune en 2019, 213 sont en aléa moyen ou fort, soit 100 %, à comparer aux 90 % au niveau départemental et 54 % au niveau national. Une cartographie de l'exposition du territoire national au retrait gonflement des sols argileux est disponible sur le site du BRGM,.
Par ailleurs, afin de mieux appréhender le risque d’affaissement de terrain, l'inventaire national des cavités souterraines permet de localiser celles situées sur la commune.

#### Risques technologiques
Le risque de transport de matières dangereuses sur la commune est lié à sa traversée par des infrastructures routières ou ferroviaires importantes ou la présence d'une canalisation de transport d'hydrocarbures. Un accident se produisant sur de telles infrastructures est en effet susceptible d’avoir des effets graves au bâti ou aux personnes jusqu’à 350 m, selon la nature du matériau transporté. Des dispositions d’urbanisme peuvent être préconisées en conséquence.
La commune est en outre située en aval du barrage de Sénéchas, un ouvrage de classe A doté d'un PPI. À ce titre elle est susceptible d’être touchée par l’onde de submersion consécutive à la rupture de cet ouvrage.

## Étymologie
Les formes les plus anciennes de la rivière Gard ont été données par Adrien de Valois. Sidoine Apollinaire Vardo fluvius vers 460, et Ruricius  Guardo, d'autres Wardo, vers 500; le Grand Guerdon en 1633; le Gardon et par abréviation le Gard.
Il serait issu d'un radical *gw-ar- qui dans le domaine ligure, *gw- a perdu son élément occusif au profit de l'élément bilabial, et *gwar-u est devenu Var; dans le domaine cévenol, au contraire, *gw- a conservé son élément occlusif qui a absorbé l'élément bilabial, et *gwar-d-on(e) est devenu Gardon. Ce radical pourrait être celtique, et signifie eau, rivière.

## Histoire
Rivières de Therargues doit son nom au comte de Therargues qui siégea au château de Rivières. Rivières doit son nom aux trois rivières qui traversent le village : l'Auzonnet, la Cèze et un long canal.
Rivières fut une petite « ville » car à ce siècle-là, il y avait peu de villages possédant un hôpital ainsi que d'autres services publics que nous ne trouvons actuellement que dans les villes. En 1790, l'Assemblée nationale désigne Rivières-de-Theyrargues (actuelle Rivières) comme canton. C'est là que siègent pendant la terreur les commissaires civils munis de pouvoir illimités, ce qui les incite à se livrer aux pires excès dans la région (1790-1795). En 1795 (an III), le canton de Rivières-de-Theyrargues est supprimé et rattaché au canton de Barjac qui dépend de l'arrondissement d'Alais (Alès actuellement).

## Héraldique
| Blason de Rivières | Blason  | D'argent au pal losangé d'or et de gueules.      |
| Blason de Rivières | Détails | Le statut officiel du blason reste à déterminer. |

## Politique et administration

### Rattachements électoraux
Pour l'élection des députés, elle fait partie de la quatrième circonscription du Gard.

### Liste des maires
années 1940 : Fulbert Malignon
| Période                                  | Période   | Identité          | Étiquette | Qualité |
| ---------------------------------------- | --------- | ----------------- | --------- | ------- |
| 1792                                     | 1800      | Pierre Guiollet   |           |         |
| 1971                                     | mars 2001 | Denis Tailland    | SE        |         |
| mars 2001                                | En cours  | Patrice Rouquette | DVG       | Employé |
| Les données manquantes sont à compléter. |           |                   |           |         |

## Démographie
L'évolution du nombre d'habitants est connue à travers les recensements de la population effectués dans la commune depuis 1793. Pour les communes de moins de 10 000 habitants, une enquête de recensement portant sur toute la population est réalisée tous les cinq ans, les populations de référence des années intermédiaires étant quant à elles estimées par interpolation ou extrapolation. Pour la commune, le premier recensement exhaustif entrant dans le cadre du nouveau dispositif a été réalisé en 2004.

En 2022, la commune comptait 424 habitants, en évolution de +22,19 % par rapport à 2016 (Gard : +2,97 %, France hors Mayotte : +2,11 %).
| 1793 | 1800 | 1806 | 1821 | 1831 | 1836 | 1841 | 1846 | 1851 |
| ---- | ---- | ---- | ---- | ---- | ---- | ---- | ---- | ---- |
| 603  | 569  | 616  | 611  | 688  | 755  | 732  | 778  | 758  |

| 1856 | 1861 | 1866 | 1872 | 1876 | 1881 | 1886 | 1891 | 1896 |
| ---- | ---- | ---- | ---- | ---- | ---- | ---- | ---- | ---- |
| 738  | 744  | 674  | 643  | 638  | 567  | 574  | 590  | 558  |

| 1901 | 1906 | 1911 | 1921 | 1926 | 1931 | 1936 | 1946 | 1954 |
| ---- | ---- | ---- | ---- | ---- | ---- | ---- | ---- | ---- |
| 494  | 447  | 428  | 352  | 345  | 304  | 267  | 245  | 270  |

| 1962 | 1968 | 1975 | 1982 | 1990 | 1999 | 2004 | 2006 | 2009 |
| ---- | ---- | ---- | ---- | ---- | ---- | ---- | ---- | ---- |
| 261  | 240  | 239  | 238  | 227  | 234  | 303  | 321  | 326  |

| 2014 | 2019 | 2022 | - | - | - | - | - | - |
| ---- | ---- | ---- | - | - | - | - | - | - |
| 331  | 391  | 424  | - | - | - | - | - | - |

## Économie

### Revenus
En 2018  (données Insee publiées en septembre 2021), la commune compte 172 ménages fiscaux, regroupant 361 personnes. La médiane du revenu disponible par unité de consommation est de 19 750 € (20 020 € dans le département).

### Emploi
|                | 2008   | 2013   | 2018   |
| -------------- | ------ | ------ | ------ |
| Commune        | 11,6 % | 10,3 % | 13,5 % |
| Département    | 10,6 % | 12 %   | 12 %   |
| France entière | 8,3 %  | 10 %   | 10 %   |

En 2018, la population âgée de 15 à 64 ans s'élève à 220 personnes, parmi lesquelles on compte 75,1 % d'actifs (61,6 % ayant un emploi et 13,5 % de chômeurs) et 24,9 % d'inactifs,. Depuis 2008, le taux de chômage communal (au sens du recensement) des 15-64 ans est supérieur à celui de la France et du département.
La commune fait partie de la couronne de l'aire d'attraction d'Alès, du fait qu'au moins 15 % des actifs travaillent dans le pôle,. Elle compte 42 emplois en 2018, contre 36 en 2013 et 37 en 2008. Le nombre d'actifs ayant un emploi résidant dans la commune est de 139, soit un indicateur de concentration d'emploi de 30 % et un taux d'activité parmi les 15 ans ou plus de 52,5 %.
Sur ces 139 actifs de 15 ans ou plus ayant un emploi, 30 travaillent dans la commune, soit 21 % des habitants. Pour se rendre au travail, 93,1 % des habitants utilisent un véhicule personnel ou de fonction à quatre roues, 2,1 % s'y rendent en deux-roues, à vélo ou à pied et 4,8 % n'ont pas besoin de transport (travail au domicile).

### Activités hors agriculture
25 établissements sont implantés  à Rivières au 31 décembre 2019. Le tableau ci-dessous en détaille le nombre par secteur d'activité et compare les ratios avec ceux du département,.
Le secteur du commerce de gros et de détail, des transports, de l'hébergement et de la restauration est prépondérant sur la commune puisqu'il représente 36 % du nombre total d'établissements de la commune (9 sur les 25 entreprises implantées  à Rivières), contre 30 % au niveau départemental.

### Agriculture
|               | 1988 | 2000 | 2010 | 2020 |
| ------------- | ---- | ---- | ---- | ---- |
| Exploitations | 15   | 4    | 3    | 3    |
| SAU (ha)      | 135  | 163  | 178  | 104  |

La commune est dans le Bas-Vivarais, une petite région agricole occupant une petite frange nord du département du Gard. En 2020, l'orientation technico-économique de l'agriculture  sur la commune est la polyculture et/ou le polyélevage. Trois exploitations agricoles ayant leur siège dans la commune sont dénombrées lors du recensement agricole de 2020 (15 en 1988). La superficie agricole utilisée est de 104 ha,,.

## Culture locale et patrimoine

### Lieux et monuments
Les monuments de Rivières sont :
- la statue de la Vierge Marie ;

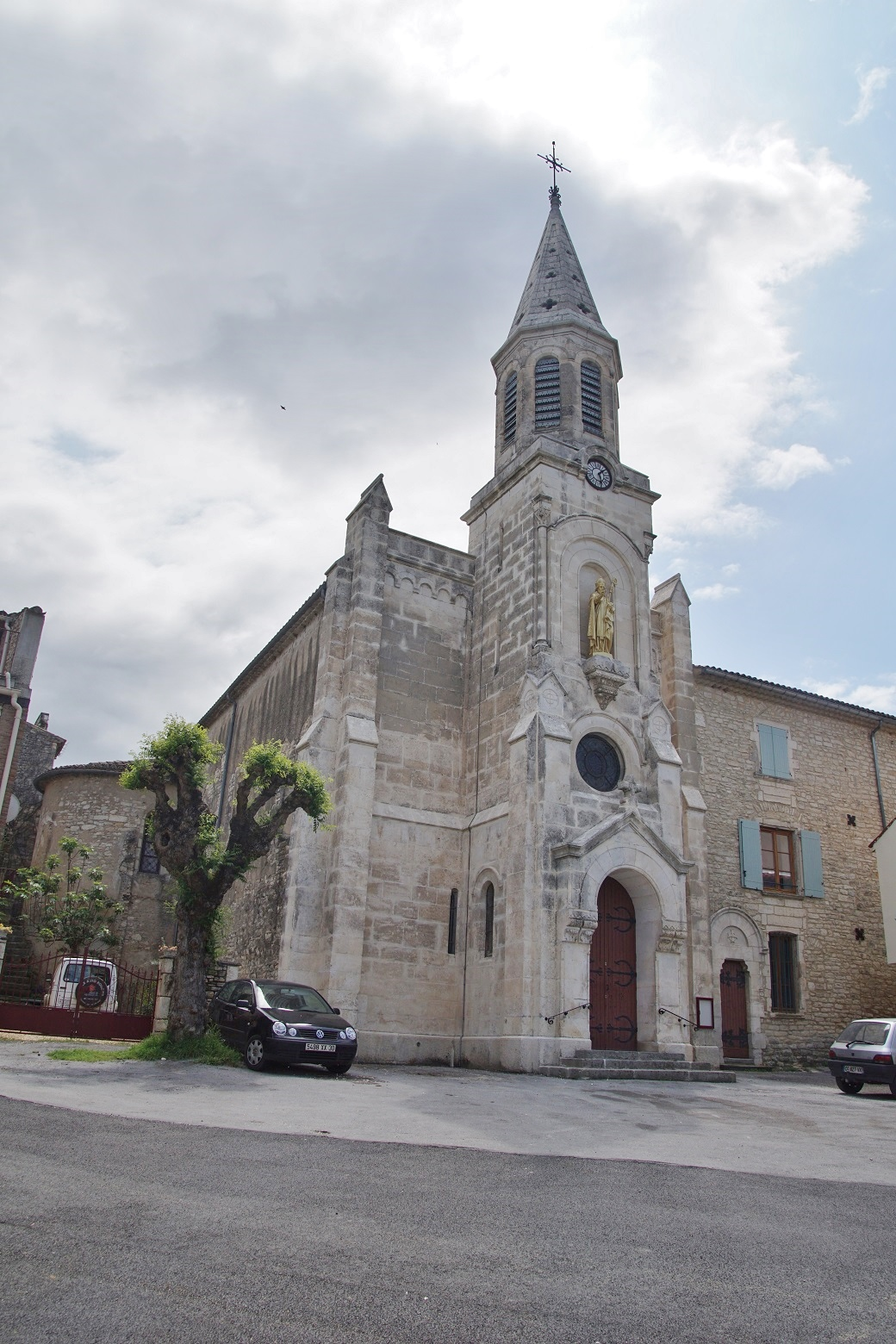
Église Saint-Privat de Rivières.

- l'église paroissiale Saint-Privat, de style néo-gothique ;
- le château de Rivières ;
- l'hôpital ;
- le pigeonnier ;
- la chapelle de la marquise de Budos ;
- le château moderne.

### Personnalités liées à la commune
- François Craenhals, mort à Rivières.
- Jean Vasca, résidant à Rivières.